# Селезнёв, Игорь Сергеевич
И́горь Серге́евич Селезнёв (23 сентября 1931, Бузулук, Оренбургская область, РСФСР — 20 февраля 2017, Дубна, Московская область, Российская Федерация) — советский и российский конструктор ракетного оружия, Генеральный конструктор МКБ «Радуга», доктор технических наук. Герой Социалистического Труда (1983). Лауреат Государственной премии СССР.

## Биография
В 1955 г. окончил Московский авиационный институт по специальности «инженера-механик по самолетостроению», был направлен на работу в МКБ «Радуга» (впоследствии — АО «ГосМКБ „Радуга“ им. А. Я. Березняка»), где работал в должностях инженера, инженера-конструктора 3 категории, инженера-конструктора 2 категории, инженера-конструктора 1 категории, ведущего конструктора сложных объектов специальной техники. 
В 1969—1972 гг. — заместитель главного инженера на Дубненском машиностроительном заводе. В этот период он окончил Московский инженерно-экономический институт по специальности «организатор промышленного производства и строительства». С 1972 года по 1973 г. — заместитель, первый заместитель главного конструктора объединения «Радуга». С 1973 г. — исполняющий обязанности, с 1974 г. — главный конструктор ОКБ и первый заместитель генерального директора ДПКО «Радуга».
С 1982 г. — главный конструктор Машиностроительного конструкторского бюро «Радуга», с 1991 г. — генеральный конструктор — руководитель Машиностроительного конструкторского бюро «Радуга», а с 1993 г. — генеральный конструктор, первый заместитель руководителя Машиностроительного конструкторского бюро «Радуга».
Участник и руководитель разработки множества противокорабельных и противолодочных ракет, в том числе противокорабельных ракет П-15 «Термит», «Москит», противолодочных комплексов «Метель», «Раструб», а также практически всех самолетов дальней авиации, которые находились и находятся на вооружении страны: Ту-16, Ту-22, Ту-95, Ту-160 в различных модификациях, оснащены крылатыми ракетами, созданными в МКБ «Радуга».
Указом Президиума Верховного Совета СССР («закрытым») от 6 мая 1983 г. конструктору было присвоено звание Героя Социалистического Труда с вручением ордена Ленина и золотой медали «Серп и Молот».
В 1989 году МКБ по собственной инициативе в рамках конверсионных работ приступило к созданию ветроэнергетических установок (ВЭУ). Важнейшим направлением работ МКБ стало освоение гиперзвуковых скоростей. В начале 1990-х годов в МКБ была разработана крылатая ракета нового класса – гиперзвуковая Х-90. Поскольку она не была принята на вооружение, на ее основе создан гиперзвуковой экспериментальный летательный аппарат (ГЭЛА).
В рамках конверсии производства был организован выпуск ряд ветроэнергетических установок различной мощности, аэродинамические комплексы, спутниковые антенны, станки и оборудование для легкой промышленности.
Автор более 50 изобретений и более 200 научно-исследовательских и опытно-конструкторских работ. Основал и до конца жизни возглавлял кафедру «Энергия и окружающая среда» в Университете  «Дубна».
Избирался членом Дубненского городского комитета КПСС, депутатом Дубненского городского Совета народных депутатов.
Похоронен на Большеволжском кладбище Дубны.

## Награды и звания
- Герой Социалистического Труда (1983)
- Орден «За заслуги перед Отечеством» IV степени (2001)
- Орден Дружбы
- Два ордена Ленина (1976, 1983)
- Орден Октябрьской Революции
- Орден «Знак Почёта»
- Государственная премия СССР (1979)
- Премия Правительства Российской Федерации в области науки и техники (2007)
- Премия имени А. Н. Туполева (1994) — за комплекс научно-исследовательских и опытно-конструкторских работ по созданию крылатых ракет самолетов дальней авиации
- Золотая медаль имени В. Г. Шухова (2002)
- Заслуженный конструктор Российской Федерации
- Почётный гражданин города Дубна

## Память
В 2018 году в Дубне одна из новых улиц города, идущая от моста через Волгу до улицы Кирова, названа проспектом Конструктора Селезнева.